# Grimme-Preis 2011
Der 47. Grimme-Preis wurde 2011 verliehen. Die Preisverleihung fand am 1. April 2011 in Marl statt. Die Moderation übernahm dabei Willi Weitzel.
Im Rahmen der Veranstaltung wurden neben dem Adolf-Grimme-Preis noch weitere Preise, der „Publikumspreis der Marler Gruppe“ sowie der Eberhard-Fechner-Förderstipendium der VG Bild-Kunst, vergeben.

## Preisträger

### Adolf-Grimme-Preis

#### Fiktion
- Rolf Basedow (Buch), Dominik Graf (Buch und Regie), Michael Wiesweg (Kamera), Claudia Wolscht (Schnitt), Max Riemelt (Darstellung), Ronald Zehrfeld (Darstellung), Mišel Matičević (Darstellung), Marie Bäumer (Darstellung) und Wolf-Dietrich Brücker (Redaktion) (für die Sendereihe Im Angesicht des Verbrechens, WDR, Arte, Degeto, BR, SWR, NDR, ORF)
- Tatort: Nie wieder frei sein (BR)
- Neue Vahr Süd (WDR/RB)
- In aller Stille (BR)
- Keine Angst (WDR)

#### Unterhaltung
- Krömer – Die internationale Show (rbb)
- Klimawechsel (ZDF)

#### Information & Kultur
- Aghet – Ein Völkermord (BR/arte/rbb)
- Iran Elections 2009 (WDR/arte)
- Die Anwälte – Eine deutsche Geschichte (WDR/NDR/rbb/arte)
- DDR ahoi (MDR/NDR)
- 20 × Brandenburg (rbb)

### Besondere Ehrung
- Thomas Gottschalk (für seine maßgebliche Prägung des Genres der Fernsehunterhaltung)

### Sonderpreis Kultur des Landes Nordrhein-Westfalen
- Schnitzeljagd im Heiligen Land (KI.KA)

### Publikumspreis der Marler Gruppe
- Dror Zahavi (Regie), Jürgen Werner (Buch), Götz George (Darstellung) und Carolyn Genzkow (Darstellung) (für die Sendung Zivilcourage, WDR)

### Eberhard-Fechner-Förderstipendium der VG Bild-Kunst
- Am Ende kommen Touristen (ZDF)